# Salmon River (Kuskokwim Bay)
Der Salmon River (englisch für „Lachs-Fluss“) ist ein etwa 18 Kilometer langer Zufluss der Kuskokwim Bay, einer Bucht des Beringmeeres, im Südwesten des US-Bundesstaats Alaska.

## Verlauf
Der Salmon River entspringt knapp 9 km südöstlich von Platinum in den südwestlichen Ausläufern der Ahklun Mountains auf einer Höhe von etwa 100 m. Er fließt in südsüdwestlicher Richtung zum Meer. Er wird dabei im Westen und im Osten von bis zu 550 m hohen Gebirgszügen flankiert. Das Einzugsgebiet umfasst etwa 81 km².

## Name
Der lokale Name wurde 1933 vom U.S. Geological Survey (USGS) veröffentlicht.

## Geschichte
Die Flusstäler des Salmon River und dessen Zuflüssen waren Schauplatz zahlreicher Bergbauaktivitäten, nachdem 1926 in der „Fox Gulch“ Platin entdeckt wurde. Fast entlang dem gesamten Flusslauf befinden sich Grabungsstellen.